# David Vega (actor)
David Vega (nacido en Madrid) es un actor español que ha trabajado en publicidad, teatro, cine y televisión.

## Biografía
Cántabro, aunque nacido en Madrid por caprichos del destino. Desde muy joven estudia interpretación y se apasiona por el teatro, compaginándolo con sus estudios.  
Ante la pregunta de por qué es actor, David Vega responde: “cuando tenía tres años me gustaba contar el cuento de los tres cerditos subido encima de alguna silla o mesa, no sólo recitaba sino que hacía ruidos o imitaba al lobo o a los cerditos, recuerdo que me lo pasaba a lo grande y sentía una sensación increíble por dentro. A los 4 años hice mi primera función “Mary Poppins”, yo desempeñaba el papel de deshollinador y no paraba de cantar y de bailar, no sólo durante la obra, sino desde el primer día de ensayo hasta bastantes días después de la función. Aquello que empezó como un juego para llamar la atención de los mayores, comenzó a convertirse en un deseo bestial… Pero el colofón llega varios años después con “Un tranvía llamado deseo” y Marlon Brando en el papel de Stanley Kowalski.  Simplemente me impactó ver a alguien tan sensible debajo de un caparazón tan duro, me sentía totalmente identificado con él, decidí ir a por todas y me centré en actuar: en quitarme la máscara y sincerarme conmigo mismo a través de hacerlo con los personajes que me tocara interpretar".
En 2008 recibió la distinción al Mejor Actor Nacional en Sotocine , Cantabria. Lo cierto es que su carrera es bastante fructífera, pues desde 2006 hasta 2010 ha acumulado más de 70 colaboraciones entre largometrajes,  cortometrajes,  series de televisión, spots publicitarios y vídeos corporativos. 
Desde noviembre de 2008 hasta octubre de 2010 dirige el programa de radio  I+B, focalizado en el cine independiente y cine de bajo presupuesto o serie B que se emite en Radio Cine .

## Estudios
Empieza a estudiar interpretación a los 12 años en la escuela de arte dramático Palacio de Festivales de Santander, actuando en la obra  El viaje de Pedro el afortunado de María José Gómez. Desde los 15 a los 18 años participa en diversas obras, y continúa con el teatro a la vez que lo compagina con sus estudios hasta obtener la Licenciatura en Comunicación Audiovisual en la Universidad San Pablo-CEU en la promoción de 2000 - 2005.
En 2005 inicia la Diplomatura en Interpretación en el NIC (Instituto del Cine de Madrid), que termina en 2007. En junio de 2008 termina el Posgrado en Interpretación en el NIC. 
En 2007 asiste a un Curso de Voz asistido por Antonio Cabello, reputado actor, locutor y docente de voz.
De octubre de 2008 a junio de 2009 cursa el Máster de Interpretación para la Cámara en la Central del Cine. En junio de 2009 cursa en ese mismo centro un Curso Intensivo de Comedia dirigido por Eva Lesmes, y durante el curso 2009 - 2011 asiste al Entrenamiento de Cámara para Profesionales dirigido por Macarena Pombo. 

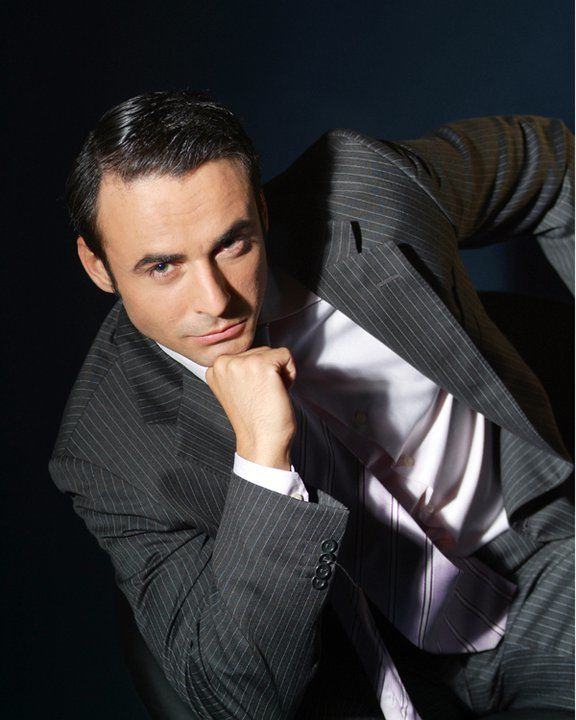
David mostrando su perfil de actor clásico de Hollywood.

## Trayectoria profesional

### Teatro
Comenzó en teatro con 12 años y desde los 15 a los 18 participó en diversas obras. Desde 1999 y hasta 2004 formó parte de la compañía de teatro Malo, con Julio Escalada, donde intervino en numerosas obras: en 2001, protagoniza Escenas a la luz de la luna, y  al año siguiente interpreta al rey Duncan en Macbeth. Le coge el gusto a los papeles protagonistas dentro de la compañía de Madrid, y en 2003 interpreta el papel del piloto en la adaptación de El Principito. En 2004 interpreta el papel principal del que será su último trabajo en una obra teatral hasta la fecha, Edmon. 

### Cine
Sus primeros pasos en el cine los dará a través de numerosos cortometrajes. El primero de ellos llegó en 2006, titulado Infames Textos Selectos y dirigido por José Toledo en lo que formaría parte de un proyecto para el TAI. Durante ese año colabora en la cifra de 16 cortometrajes, de entre los cuales destaca Ojos de Perro Azul, dirigido por Raúl Serrano-Jiménez, en el que tiene un papel co-protagonista. Este cortometraje fue premiado en el Festival Metrópolis y formó parte de la Selección Oficial de varios festivales, como son los siguientes: XI Festival Internacional de Cuento de los Silos (Tenerife), 4º Festival Cine en las Calles Ciudad de México , II Festival Internacional de Cortometrajes Toluca (México) CICUVI , y en la Muestra Paralela del Séptimo Festival Internacional del Cine Pobre de Humberto Solás (Cuba) en 2009. 
En 2007 colabora en un total de 19 cortometrajes. Protagoniza Trimake de Joseba Alfaro, que resulta premiado en el Festival de Cine de Albacete de ese mismo año. Consigue un papel co-protagonista junto a Pilar Bardem en La Leyenda del Rey, dirigido por Pablo Medina. También en ese mismo año protagoniza Palomas Blancas, cortometraje dirigido por Alfonso Rego que resulta premiado en el Festival Metrópolis de 2008 y consigue la Mención Honorífica del IV Festival Cine en las Calles Ciudad de México 2008. También forma parte de la Selección Oficial de varios festivales a nivel internacional. 
Actúa en 8 cortometrajes durante el año de 2008, pero sin duda el más reseñable es La Unión, en el que trabaja junto a Manuela Vellés bajo las órdenes de Carlos Aguilar Sambricio, y que llega a competir en un total de 31 festivales internacionales. 
En el año 2009 colabora en dos cortometrajes andaluces. El primero de ellos es Inteligente  de Julio García Escames, joven director granadino. David interpreta el papel protagonista en este cortometraje, que resultó premiado en el XV Concurso Nacional de guiones y vídeo IES Gutiérrez Aragón de Cantabria. El segundo cortometraje andaluz de ese año es Milgram  dirigido por Hugo Baena y realizado en colaboración con la Escuela Andaluza de Cinematografía. En ese mismo año David colabora en 4 cortometrajes más. 
Su primer largometraje llega este mismo año de 2009 de la mano de Kuya Manzano, pues colabora como actor de reparto en el film titulado Cambio de Sentido, que forma parte de la Selección Oficial del Festival Internacional IDEM de Córdoba. 
En 2010 trabaja en otro largometraje. Se trata de 5 Metros Cuadrados, dirigido por Max Lemcke. Sigue con los cortometrajes también ese año, trabajando en varios proyectos. En este contexto protagoniza Ayer y Mentiroso , repitiendo experiencia en esta ocasión con el director Julio García Escames. También forma parte del reparto de El hombre que hablaba por las manos de Alexis Garduño y Gangstas de Valerie Braña-Lafourcade, en ambos con un papel co-protagonista. 

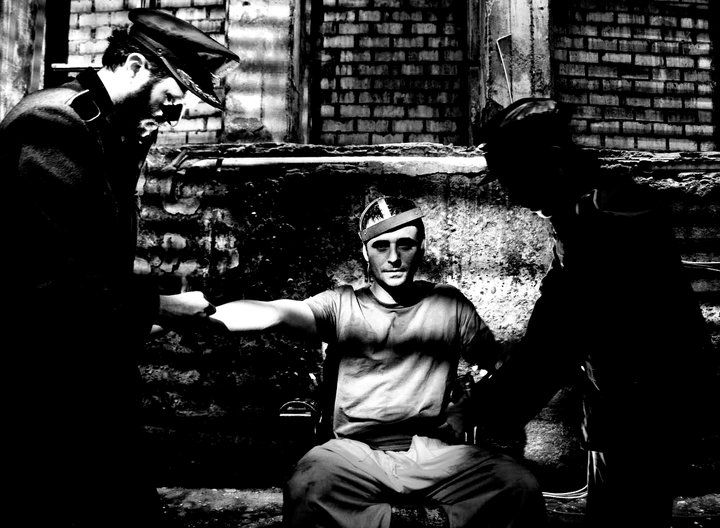
Imagen del cortometraje “Milgram”.

### Televisión
Aunque no ha trabajado de forma regular en ninguna producción televisiva, desde 2006 ha ido enlazando sus proyectos en teatro, cine y publicidad con sus apariciones en series de televisión con pequeños papeles. Su primera vez ante este medio fue en 2006, cuando apareció en el primer capítulo de la serie Ellas y el sexo débil, emitida en Antena 3 Televisión. 
2009 fue un año con muchas colaboraciones en series. Apareció en la tercera temporada de la serie de  Cuatro Cuestión de sexo, en el capítulo número 10, interpretando el personaje episódico de Carlos. Interpretó a David en la serie web El cásting en el capítulo piloto. Apareció en el cuarto capítulo de la serie El Polemikón desarrollada por la cadena 8Madrid, interpretando a un personaje llamado también David. Por último, ese mismo año apareció en dos sitcom, la primera desarrollada para el Máster Tracor y titulada Ladrones, en la que interpretaba el papel protagonista; y la segunda desarrollada para el Máster de Guion de Globomedia llamada Todas direcciones, con el personaje de Mario. 
Trabajó en otra webserie esta vez en 2010, titulada El sabor que nos une , en la que interpretaba el personaje del inspector. 

### Publicidad
David también ha trabajado en publicidad, actuando en spots publicitarios y en vídeos corporativos. Comenzó su andadura en este medio en el año 2006, durante el cual colaboró en la campaña publicitaria de la marca Calderas Junkers desarrollada por la productora Nephilim, a la vez que apareció en la campaña Contrastes de la Consejería de Turismo de Extremadura desarrollada por Lee Films. 
Fue imagen de El Corte Inglés durante su campaña de Expoelectrónica en 2007, año en el que también se le pudo ver en los spots promocionales de La Boda de la cadena de televisión Cuatro. 

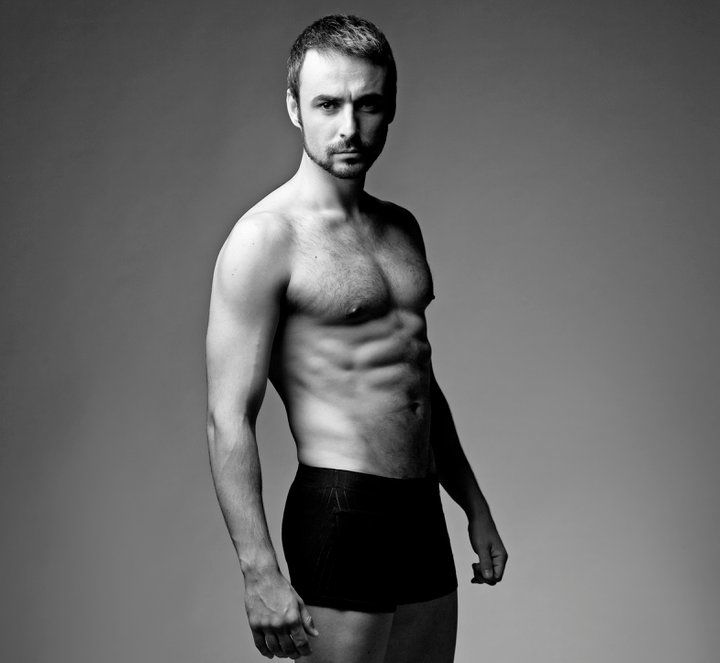
El actor David Vega siempre ha soñado con protagonizar una película de romanos.

Se puede decir que 2008 fue el año en que más se le pudo ver en publicidad, pues participó en numerosos spots, muchos de ellos para marcas de prestigio. Repitió con la Consejería de Turismo de Extremadura de nuevo en la campaña Contrastes tras haber aparecido en los spots de la marca de colchones Relax. Apareció en el spot para Cruzcampo que dirigió Benito Zambrano para la campaña de Oda a la Selección. Fue el presentador virtual de la web de Caixanova, y actuó en la campaña de Greenwich, helados del mundo para la marca de helados Casty. 
Enlazando con 2009 fue parte de la campaña producida por Essencial para la marca Repsol Butano, y apareció en el vídeo promocional de la nueva imagen de la compañía audiovisual Cinemavip. Además, en 2010 apareció en el spot dedicado a internet de la marca Movistar.
- Datos: Q5800428
- Multimedia: David Vega, actor / Q5800428